# Engelberto II de Sponheim
Engelberto II de Sponheim (? - 12 ou 13 de abril de 1141) foi conde de Sponheim em 1096 e marquês da Ístria e Carniola igualmente de 1096 até uma data incerta situada entre 1101 e 1107.

## Biografia
Em 1108 fundou Craiburgo na Baviera, em 1124 foi declarado duque da Caríntia, cargo que exerceu até 1135.
Cerca de 1100 estabeleceu o Condado de Craiburgo nas propriedades herdadas de sua esposa na Baviera. Ao contrário do pai, Engelberto II foi um defensor leal da Dinastia saliana. 
Ele ficou como fiador do rei alemão Henrique V na sua coroação como Imperador do Sacro Império Romano em Fevereiro de 1111 e testemunhou a Concordata de Worms com o Papa Calixto II em setembro de 1122. No mesmo ano, o seu irmão mais velho Henrique III foi elevado a Duque da Caríntia e após a sua morte, em 1123 Engelberto II sucedeu-lhe, depois de já ter substituído Conde Ulrique II de Weimar como marquês em Ístria e Carniola em 1107.
Engelberto II quando morreu foi enterrado na Abadia de Seeon.

## Relações familiares
Foi filho de Engelberto I de Sponheim (c. 1035 - 1 de abril de 1096) e de Edviges de Sponheim, filha de Bernardo II da Saxónia (995 - 29 de junho de 1059) e de Eilica de Schweinfurt. Casou com Uta de Passau, filha de Ulrique de Passau (c. 1051 - 20 ou 24 de fevereiro 1099), conde de Passau e de Adelaide de Lechsgemünd, de quem teve:
1. Engelberto III da Ístria (? - 6 de Outubro de 1173), conde da Ístria, Carniola e Craiburgo de 1124 casou com Matilda.
2. Ulrique I da Caríntia, (? - 7 de abril de 1144)
3. Henrique de Troyes, Bispo de Troyes desde 1145.
4. Matilde da Caríntia (1090 -?), casou com Teobaldo IV de Blois [2] (c.1090 - 8 de janeiro de 1152[3])
5. Rapoto I de Ortemburgo, conde de Ortemburgo desde 1130 e de Craiburgo desde 1173.
6. Edviges de Ratisbona, Bispo de Ratisbona desde 1155.
7. Ida de Sponheim, casada de Guilherme III de Nevers, conde de Nevers.